# Nauen (Langelsheim)
Nauen ist ein Ortsteil des Fleckens Lutter am Barenberge innerhalb der Stadt Langelsheim im Landkreis Goslar, Niedersachsen. 

## Geographie

### Lage
Nauen liegt im nordwestlichen Harzvorland auf etwa 180 Metern ü. NN. Zwei Kilometer nordnordwestlich liegt Bodenstein. Die Ortsmitte von Lutter am Barenberge befindet sich drei Kilometer nordöstlich von Nauen. Im Süden liegt Hahausen, welches dreieinhalb Kilometer entfernt ist.
Der Ort liegt am Rande der bewaldeten Nauer Berge, die am westlichen Ortsrand rasch ansteigen. Es handelt sich um einen Höhenzug des Innersteberglands.

### Ortsgliederung
Zu Nauen gehört die Pöbbeckenmühle.

## Geschichte
Ein Ortsname Nawen ist in kaiserlichen Urkunden erstmals um 941 zu finden. Aufgrund fehlender Eindeutigkeit in der Zuordnung wird im Niedersächsischen Ortsnamenbuch die älteste sichere Erwähnung Nauens auf das Jahr 1227 als Minori Nowen (Klein Nauen) gesetzt. 
Die Bedeutung von Nauen ist nicht eindeutig bestimmbar. Die Erklärungsansätze in der Literatur orientieren sich an der Lage von Nauen im Tal der Neile. Im Niedersächsischen Ortsnamenbuch wird Nauen mit Nehden im Hochsauerlandkreis und einem Ortsnamen Nahenen im Kreis Höxter in Verbindung gebracht. Im Kontext der toponomastischen Deutung der beiden verglichenen Ortsnamen wird eine Bedeutung von Nauen im Zusammenhang mit einem langgestreckten Tal auf Basis einer germanischen Wurzel *Nau̯-an als wahrscheinlich angesetzt. Dies ist aber keine sichere Deutung.
Bei dem heutigen Nauen handelt es sich um das historische Minori Nowen (Klein Nauen, Südnauen). Ab 1240 ist eine weitere Siedlung namens Maiori Nowen (Groß Nauen, Kirchnauen, Nahnauen) in einer Urkundensammlung der Stadt Goslar sicher bezeugt. Sie befand sich etwa zwei Kilometer nordöstlich von (Klein) Nauen und fiel laut dem Niedersächsischen Ortsnamenbuch vor Mitte des 16. Jahrhunderts wüst.
Am 1. März 1974 wurde Nauen zusammen mit Ostlutter in den Flecken Lutter am Barenberge eingegliedert, der wiederum am 1. November 2021 in der Stadt Langelsheim aufging.

### Einwohnerentwicklung
| Entwicklung | Jahr | Einwohner | Jahr | Einwohner | Jahr | Einwohner |
| --- | ---- | --------- | ---- | --------- | ---- | --------- |
| Hier fehlt eine Grafik, die leider im Moment aus technischen Gründen nicht angezeigt werden kann. Wir arbeiten daran! | 1847 | 460       | 2012 | 357       | 2018 | 307       |
| Hier fehlt eine Grafik, die leider im Moment aus technischen Gründen nicht angezeigt werden kann. Wir arbeiten daran! | 2006 | 403       | 2013 | 379       | 2019 | 314       |
| Hier fehlt eine Grafik, die leider im Moment aus technischen Gründen nicht angezeigt werden kann. Wir arbeiten daran! | 2009 | 372       | 2014 | 325       | 2020 | 310       |
| Hier fehlt eine Grafik, die leider im Moment aus technischen Gründen nicht angezeigt werden kann. Wir arbeiten daran! | 2010 | 363       | 2016 | 316       |      |           |
| Hier fehlt eine Grafik, die leider im Moment aus technischen Gründen nicht angezeigt werden kann. Wir arbeiten daran! | 2011 | 362       | 2017 | 351       |      |           |
| Quelle: 1847, 2006–2009 und 2014–2017, Landkreis Goslar 2010/11, 2013 und ab 2018                                     |      |           |      |           |      |           |

## Wirtschaft und Infrastruktur

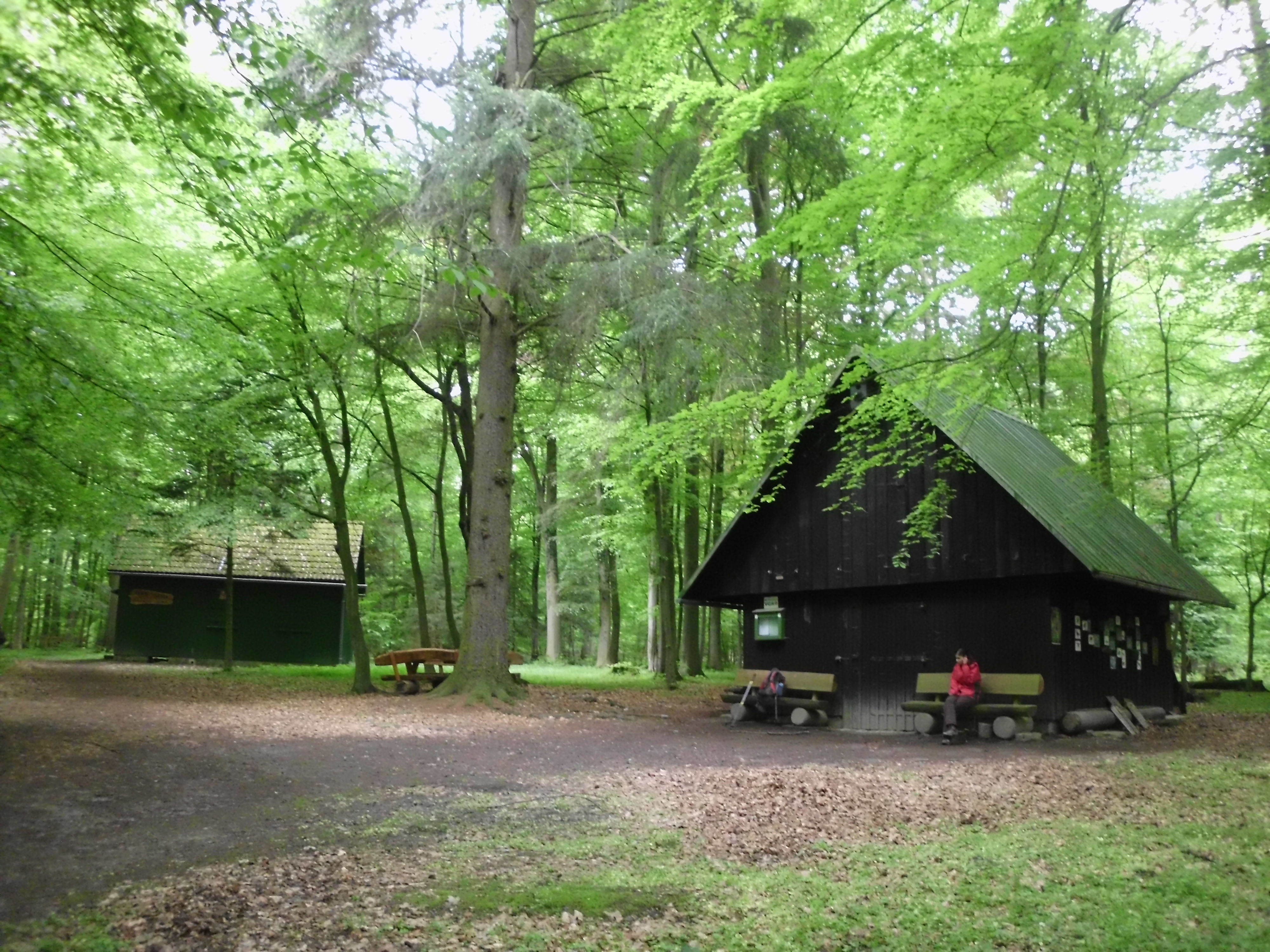
Die Ohe-Hütte

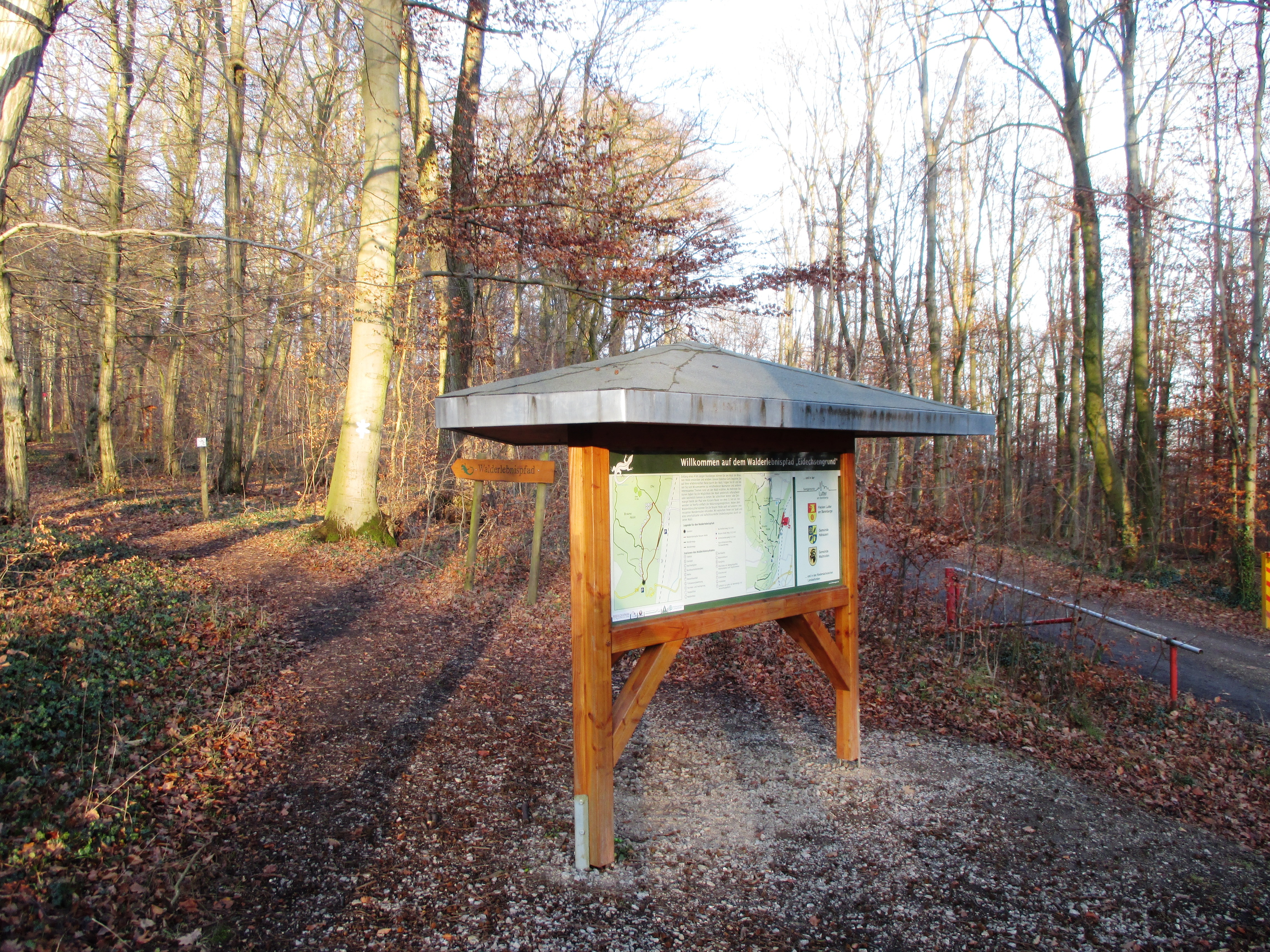
Startpunkt des Walderlebnispfads Eidechsengrund

### Tourismus
Trotz seiner geringen Größe ist Nauen touristisch gut erschlossen. Im Ort gibt es zwei Cafés. Hauptattraktion ist der in den Nauer Bergen gelegene Walderlebnispfad Eidechsengrund, der im Jahr 2011 neu angelegt wurde. Mehrere Schautafeln informieren über die lokale Vegetation, Geschichte und die Forstwirtschaft. Erwähnenswert sind die über 250 Jahre alten Eichen „Oma und Opa“, die Aussichtsplattform südwestlich des Ortes und die  „Ohe-Hütte“ des Harzklubs.
Zudem befindet sich in der Ortsmitte die kleine Dorfkirche.

### Landwirtschaft
Im Ort gibt es noch einige landwirtschaftliche Betriebe. Nauen ist bis auf den Westen komplett von Äckern umgeben. Hauptsächlich werden Raps und Weizen angebaut.

### Verkehrsanbindung
Nauen ist über zwei Nebenstraßen von der Bundesstraße 248 (zwischen Seesen und Lutter am Barenberge) aus östlicher Richtung zu erreichen. Weiterhin ist der Ort mit der L500 verbunden.

#### Haltepunkt Nauen (Harz)
Nauen besaß ab 1947 einen Haltepunkt an der Bahnstrecke Börßum–Kreiensen. Er wurde zum 28. Mai 1988 aufgegeben. Nahe dem Haltepunkt lag der Schrankenposten 49, der im Juli 2010 automatisiert wurde.

## Bilder

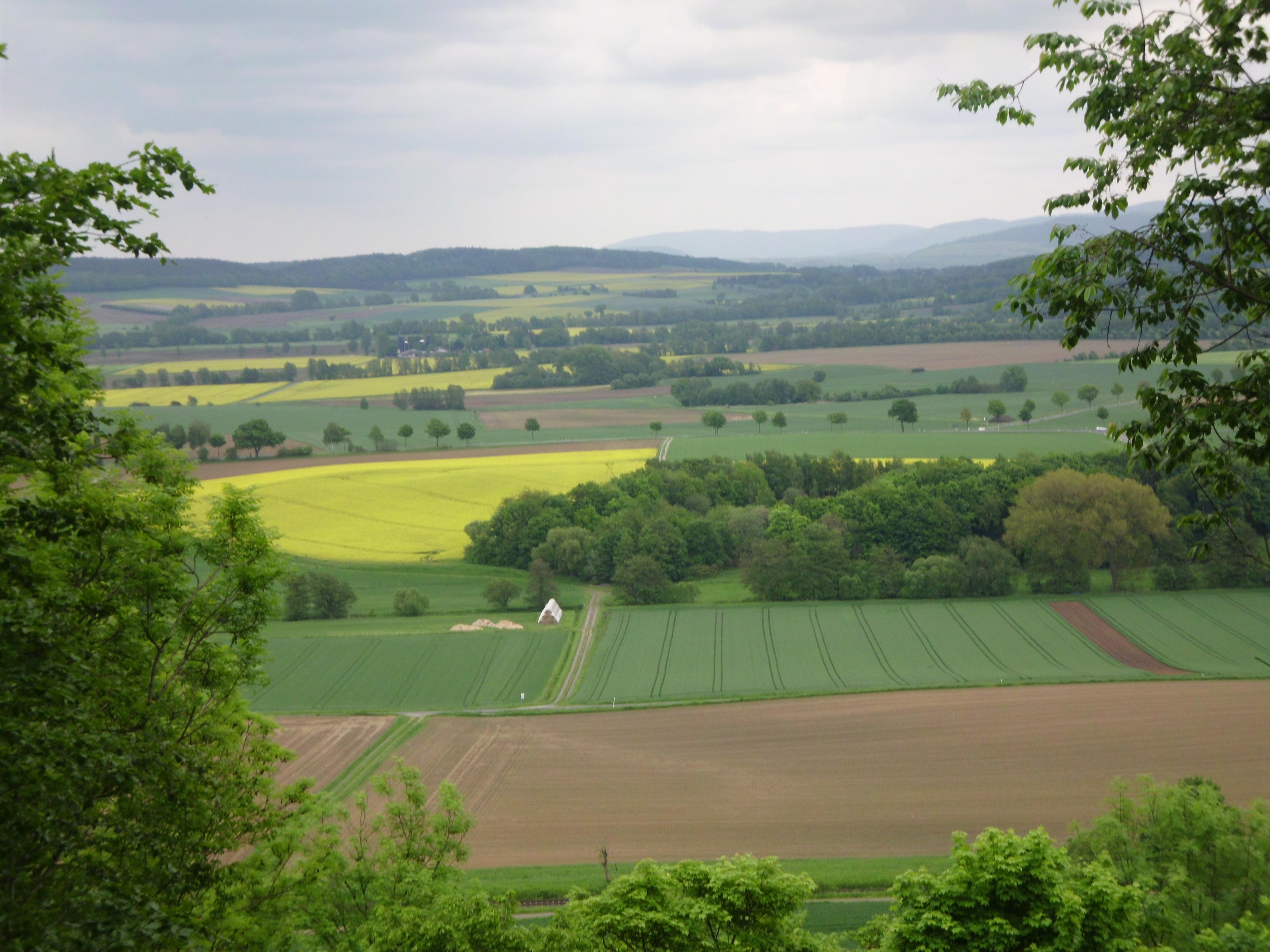
Landschaft bei Nauen
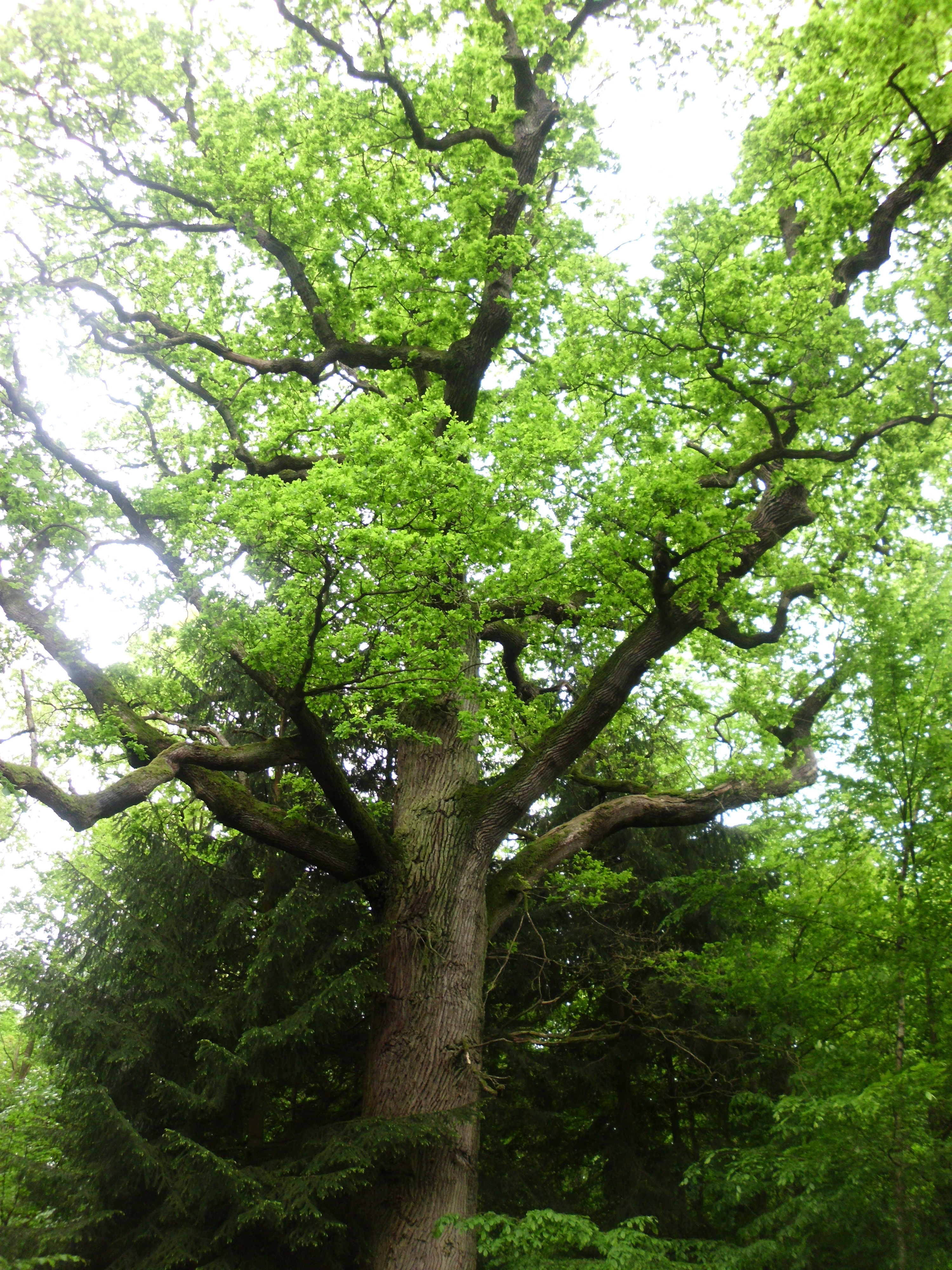
Die über 250 Jahre alte „Opa“-Eiche am Waldlehrpfad
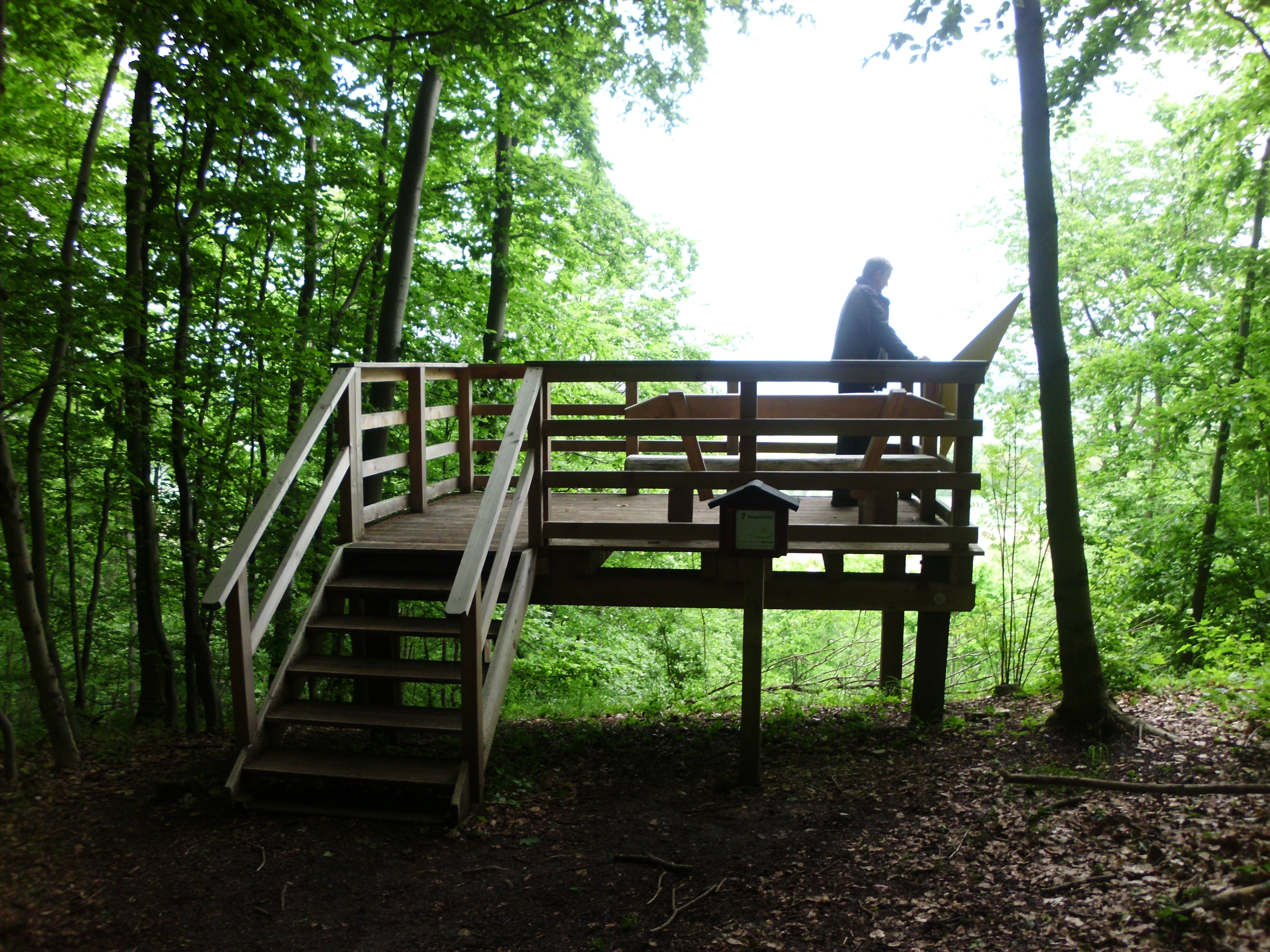
Aussichtsplattform in den Nauer Bergen